# Moe Poaty II
Moe Poaty II est un monarque du royaume de Loango qui a régné au XXè siècle.

## Biographie
Moe Poaty II est le titre de N'Gangue M'Voumbe Tchiboukili, encore appelé Moe Kata Matou en raison de son éloquence et de sa force de persuasion qui berçaient les oreilles de ses sujets. Il monta sur le trône en 1923 et fut destitué en 1926 par l'administration coloniale pour avoir rétabli le poison de l'épreuve (n'kasa ou ordalie) dans la justice traditionnelle. Si le suspect survivait à ce test, il était innocenté.
Sous l'impulsion de l'élite du royaume, notamment de l'association musiclate et culturelle 'L'Harmonie de Pointe-Noire', fondée par Jean Félix-Tchicaya, il fut libéré et rétabli sur le trône. Le remplacement de l'administrateur colonial dont les décisions étaient jugées préjudiciables pour les ressortissants Loango fut une autre des victoires de cette association.
Notons que sous son règne, ses sujets ne payaient pas l'impôt à l'administration coloniale.
Moe Poaty II a atteint le degré suprême de Mâloango et fut un membre de la lignée royale N'Kata. Il mourut en 1929 à Diosso. Il est enterré au cimetière des princes de Kondi-Li-Lwângu dit Tchibangbang.

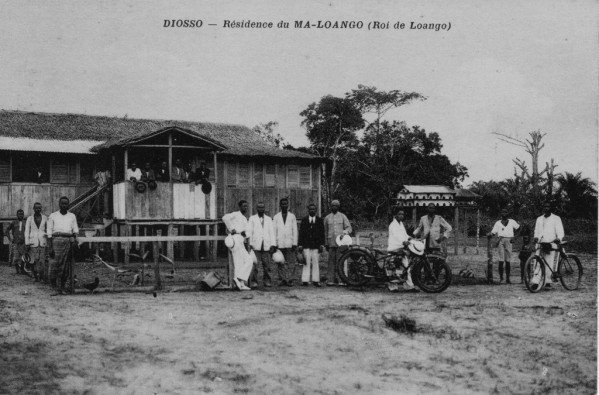
Résidence du roi de Loango avec sa cour (vers 1920).